# トタン

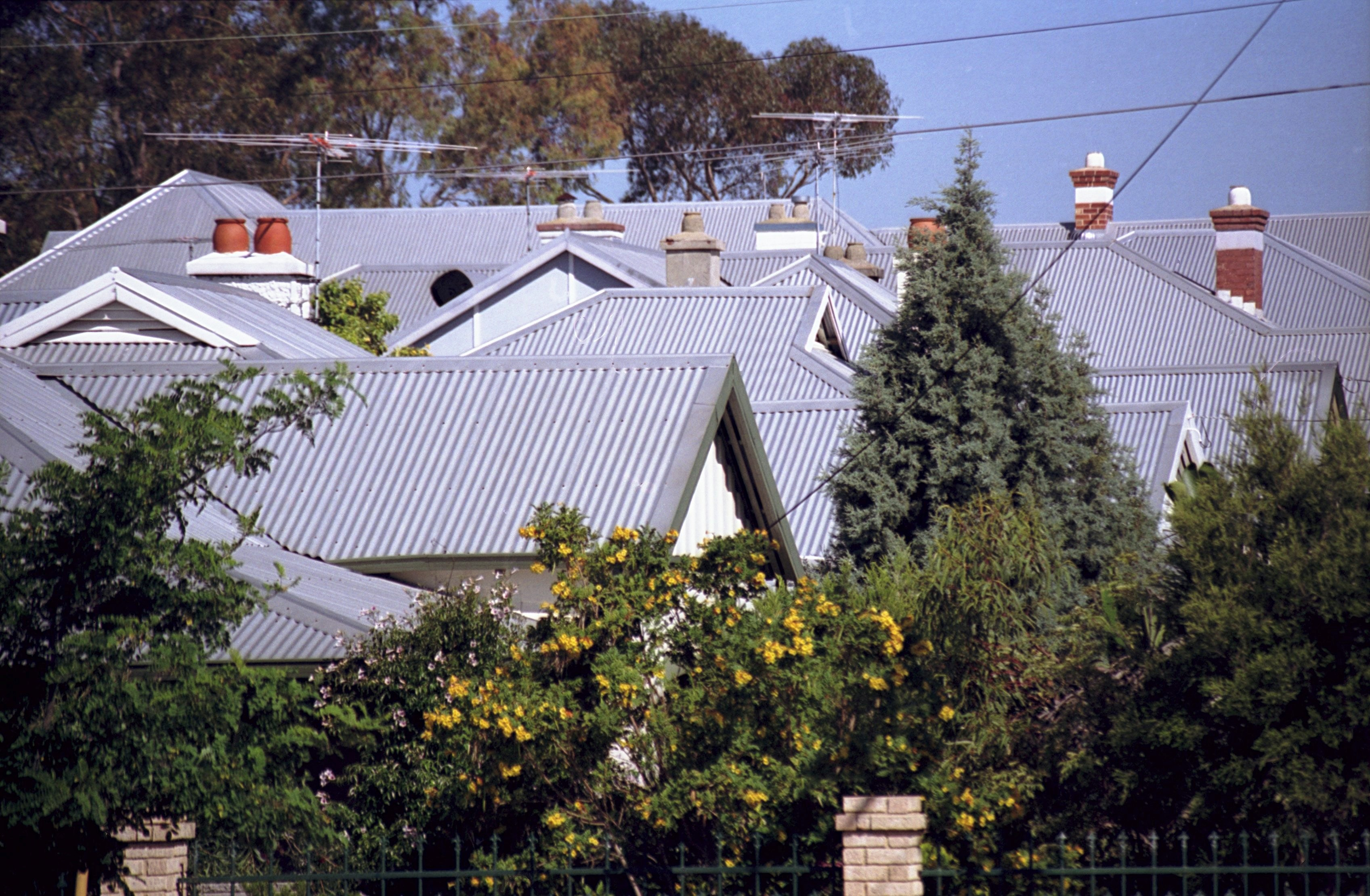
オーストラリアのトタン屋根

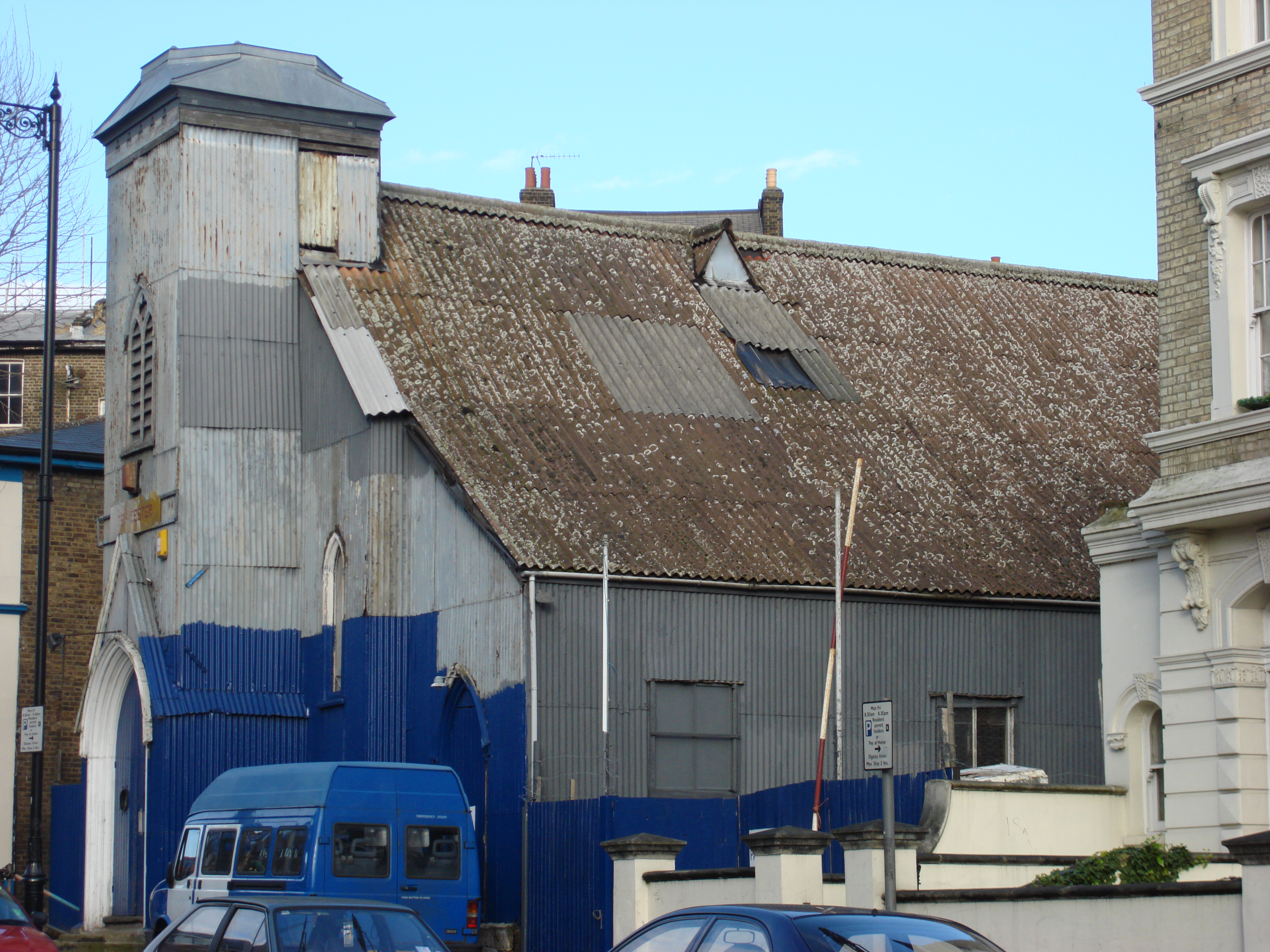
ロンドンのトタン屋根教会

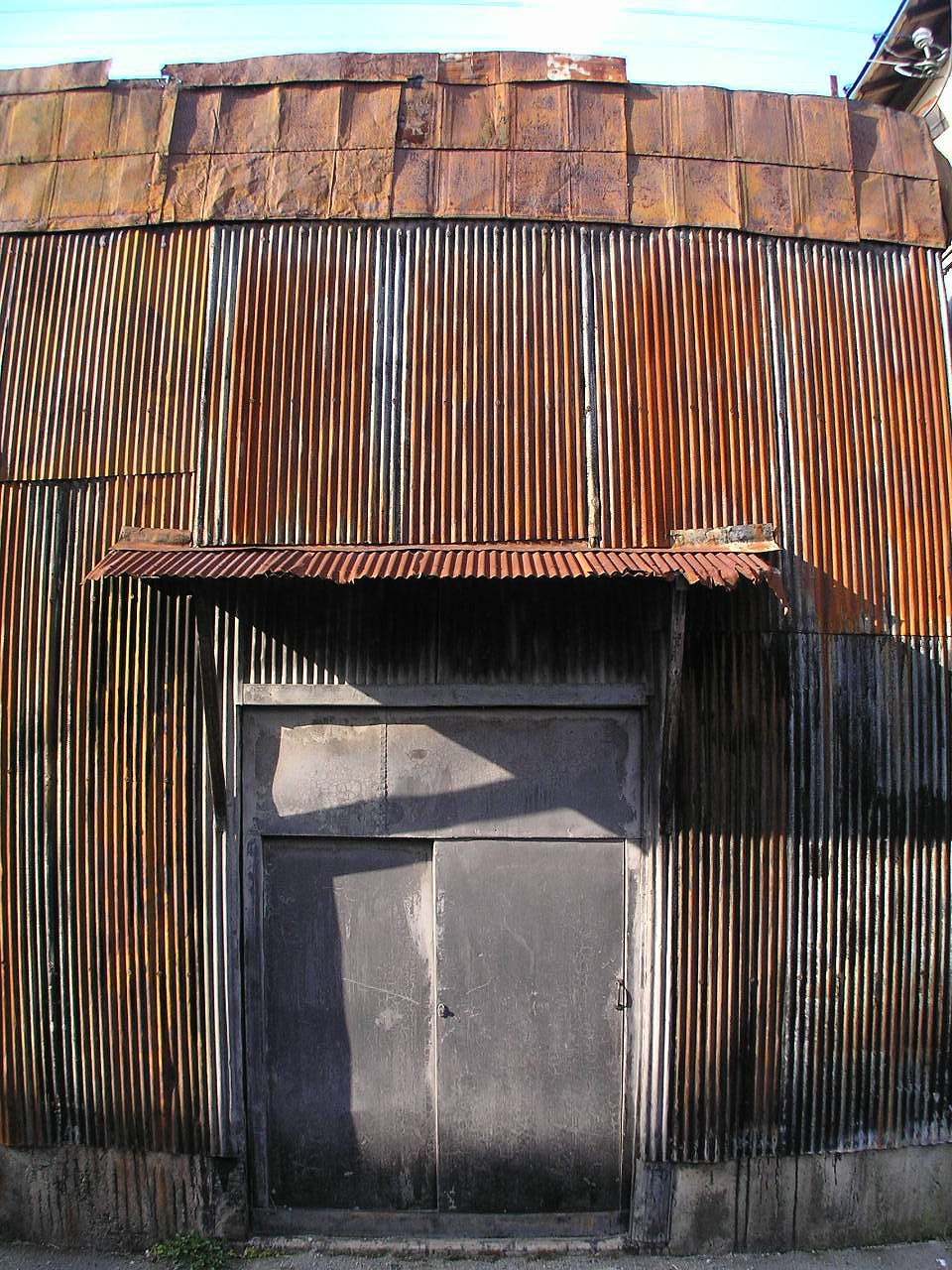
壁材にトタンを使った倉庫（日本）

トタン（英語: galvanised iron）は、亜鉛めっき鋼板のうち、主に建築資材として使われているものの俗称。トタン板、亜鉛鉄板（）、亜鉛鍍鉄板（）、亜鉛鍍金鉄板、亜鉛引鉄板、亜鉛引薄鉄板などとも呼ばれ、表面を亜鉛鍍金した薄鉄板のことを指す。亜鉛めっき鋼板は安価で耐食性に優れており、建材や家電製品などに利用されている。屋根、バケツ、じょうろ、ちりとり等の日用品の材料にも用いられる。トタンが亜鉛を鍍金したものであるのに対してブリキは鉄板に錫を鍍金したものである。

## 波板
倉庫や物置の屋根材などに使用される波状の板を波板という（英語ではコルゲートという）。波板の材料はトタンなどの金属板に限られるわけではなく、塩化ビニルやポリカーボネートなど合成樹脂製のものもある。トタン波板などの鋼板製波板は、そのままでは容易に変形してしまう薄鋼板を形状の工夫により強度を高めたものである。
JIS G 3316に「鋼板製波板の形状及び寸法」が規定され、軟鋼板に亜鉛めっきしたもの、波板1号（大波）と波板2号（小波）が種類にあげられている。波板の大きさはさまざまだが、波付け前の標準幅が914ミリメートル、標準長さが1829ミリメートルのものがサブロク板（3尺×6尺による）と呼ばれ、日本では普通の大きさである。
なお、鋼板製波板の屋根材にはトタン波板よりも強度や耐久性の高いガルバリウム鋼板も用いられる。

### 用途
- 建材
簡易な建造物の屋根や外壁、塀に用いられたり雨どいなどに使われる。
- 竹林の拡大防止
竹林の拡大防止のための遮蔽材として土地に埋設して利用される[5]。

### 加工
波板のトタンを切断する際には波板が変形してしまうことを防ぐために専用のはさみが用いられることが多い。

## 語源
トタンの語源はポルトガル語の tutanaga（亜鉛）といわれているが、不詳である。
広辞苑第二版（1969年〈昭和44年〉）には、ヒンディー語由来とあり、ポルトガル語「タウタン」と記載してある。

## 歴史

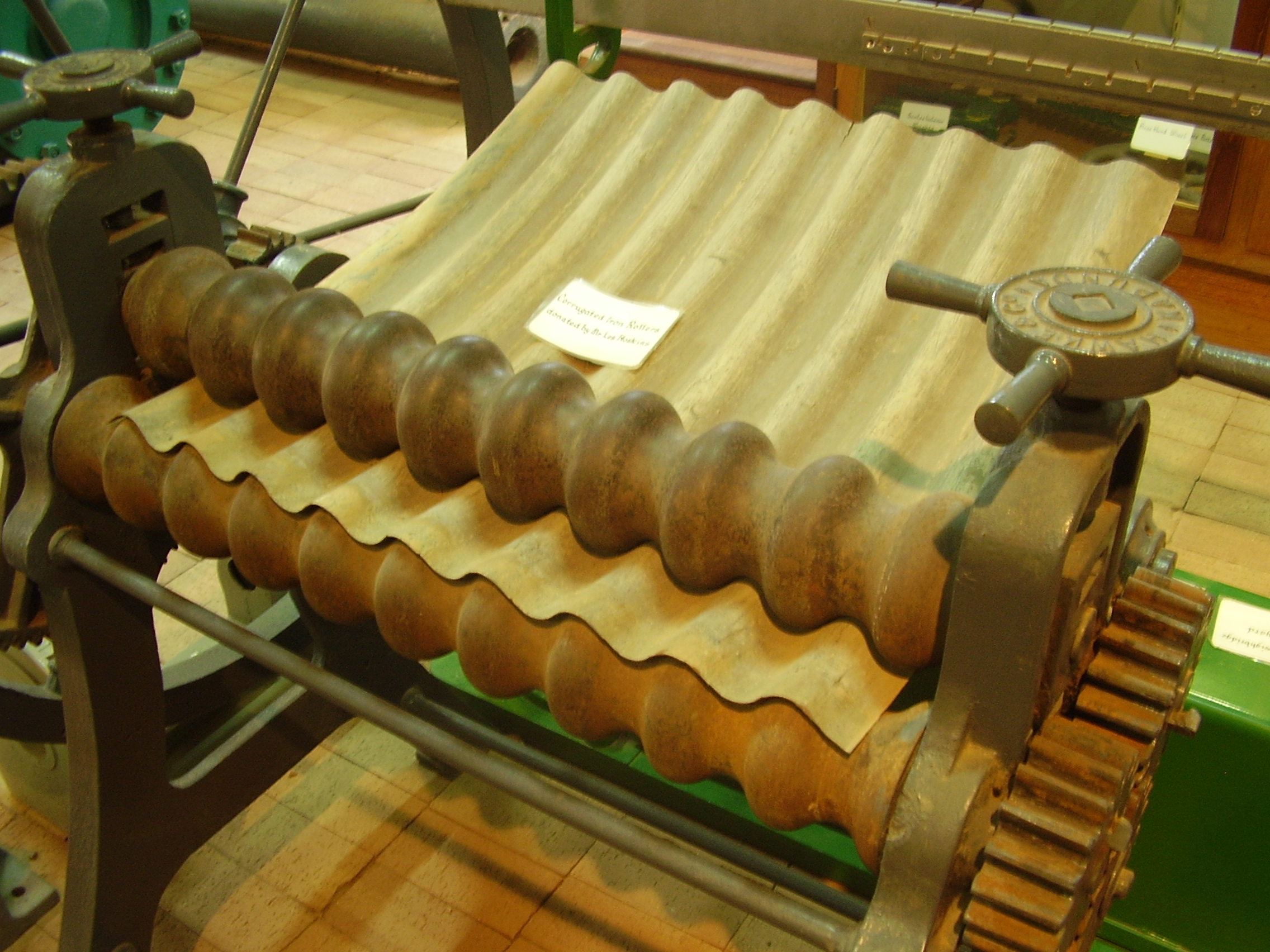
初期の手動の波型鉄板トタン板製造機。カパンダ博物館

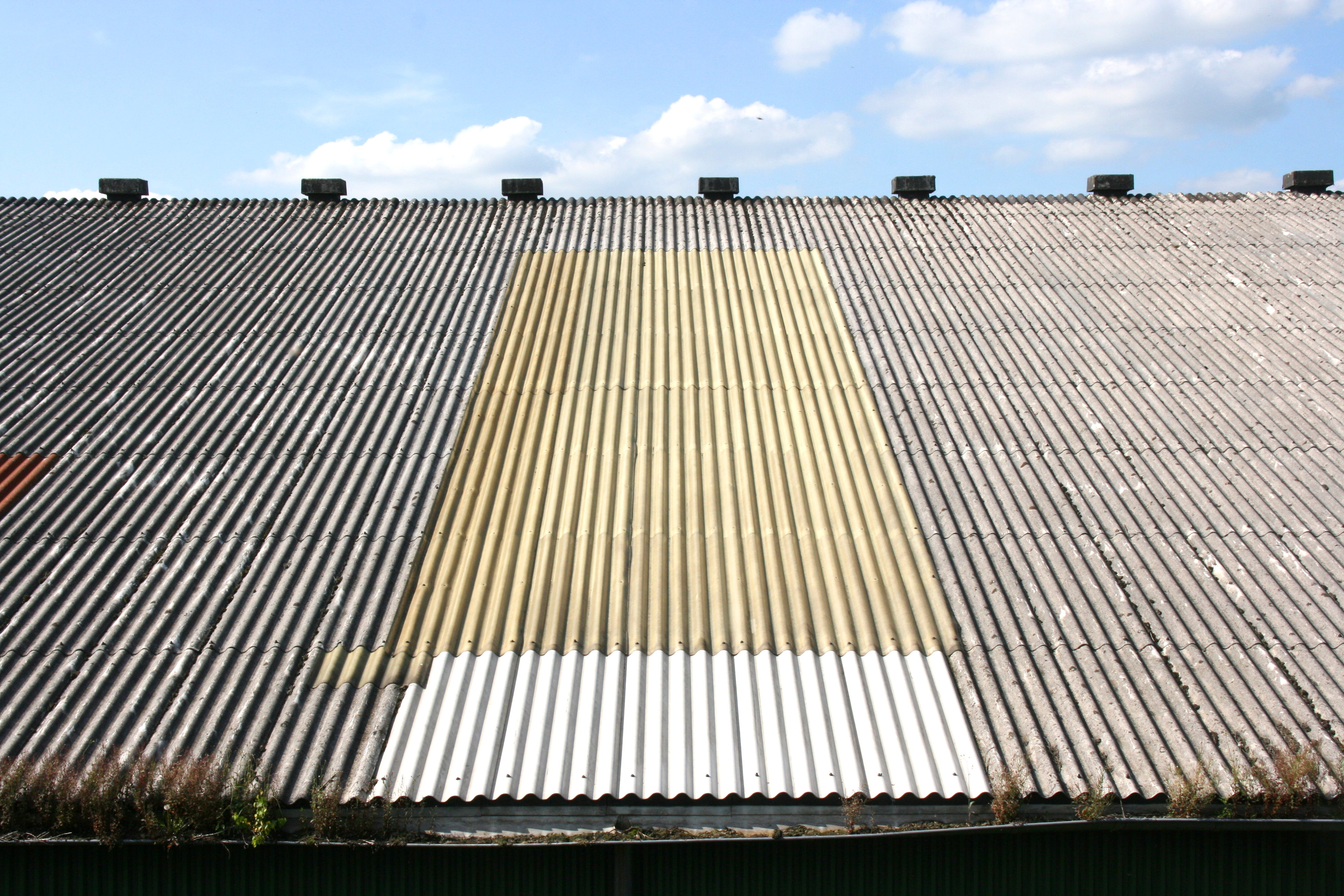
トタン屋根（ドイツ）

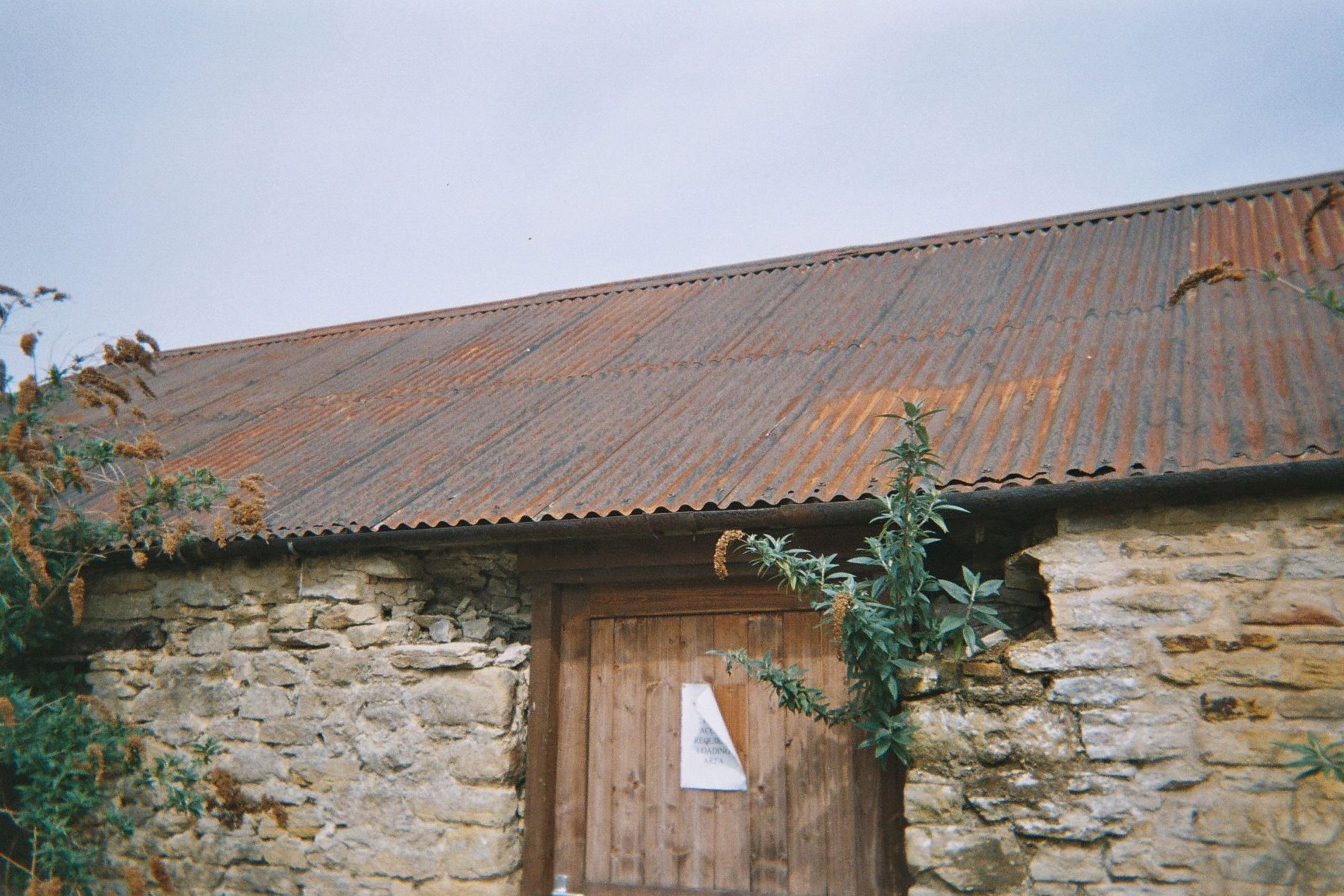
錆びたトタン屋根

鉄板に亜鉛を鍍金する技術はフランスの科学者ポール・ジャック・マルーインによって1742年に発明され、以来亜鉛板の代用品として利用されるようになった。イギリスのロンドンドック会社の技師ヘンリー・ロビンソン・パーマーが1820年代に錬鉄技術から見出したとも言われる。1837年に Crawford が熔融亜鉛法の特許をとった。
トタンは軽量で輸送にも便利で、強く、腐食耐性があり、プレハブ工法にも向いていた。米国、アルゼンチン、スペイン、ニュージーランド、オーストラリア、インドでは一般的な建築材料となり、オーストラリアとアルゼンチンでは屋根材として用いられた。
ニュージーランドでは、1850年代の導入以降、トタンは屋根、壁、フェンスなどに広く使用され、今では文化的アイデンティティを構成する一要素となっている。
亜鉛鉄板は工業化とともに発展し、第一次世界大戦を契機に需要が拡大した。1890年代頃から錬鉄板は徐々に軟鋼板に置き換わったが、通称は変わっていない。
1960年頃には、製造法として溶融亜鉛法 (hot-dip galvanizing)、乾式亜鉛法 (sherardizing)、電気亜鉛法 (electro galvanizing)、金属亜鉛法 (metallic galvanizing) の4種が存在した。
現代の建築家グレン・マーカットはトタンを素材として使用している。また、アフリカのスラムでも多用されている。

## 日本における歴史

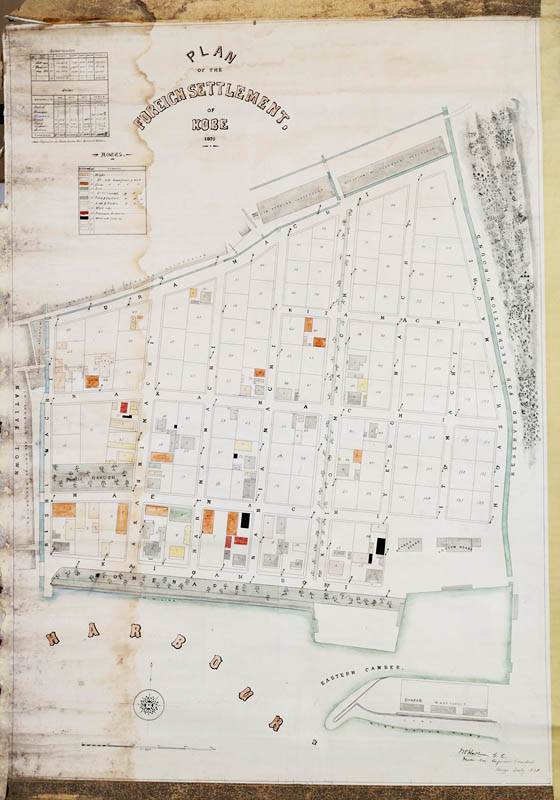
J・W・ハートによる神戸外国人居留地の地図（計画図）の一部。1870年（明治2年/3年）作成

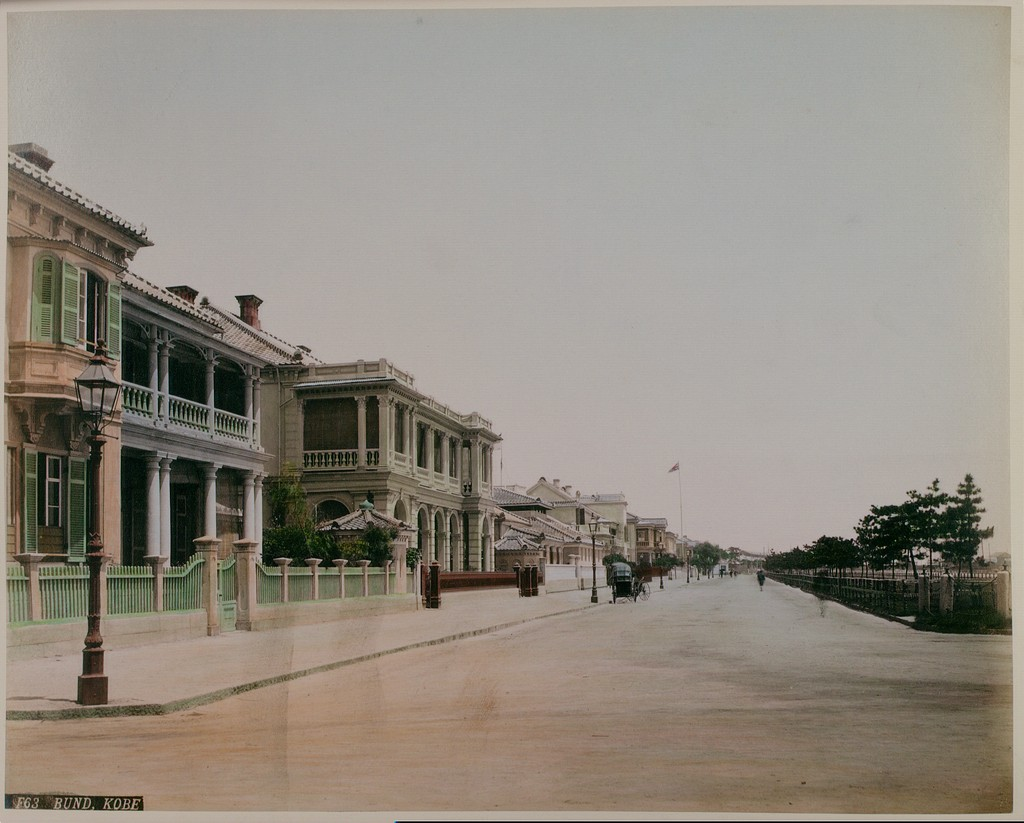
神戸外国人居留地の街並（海岸通・1885年〈明治18年〉頃）

日本にトタンがいつ入ってきたのかは不詳であるが、文久元年（1861年）の資料にトタンの当て字（かねへんに土、かねへんに丹）と見える。明治の頃には波状断面をした亜鉛鍍鉄板を「生子板」と呼んでいた。大島盈株の鉄道日誌には明治4年10月2日、「三百五十枚、トタン蒲鉾板、代金四百三十七両　一枚に付き金一両一分」とあり、村松貞次郎はこの「トタン蒲鉾板」は亜鉛引きの生子板と解釈している。明治5年には乗車場（プラットフォーム）の屋根に輸入された生子板がもちいられている。このほか、明治3年から明治5年にかけての神戸居留地（神戸異人館）を描いたJ・W・ハートの “Plan of the Foreign Settlement of Kobe” という地図（二部）に「Iron,Corrugated,」という指定があり、これが波型の鉄板ではないかと平井聖は解釈している。

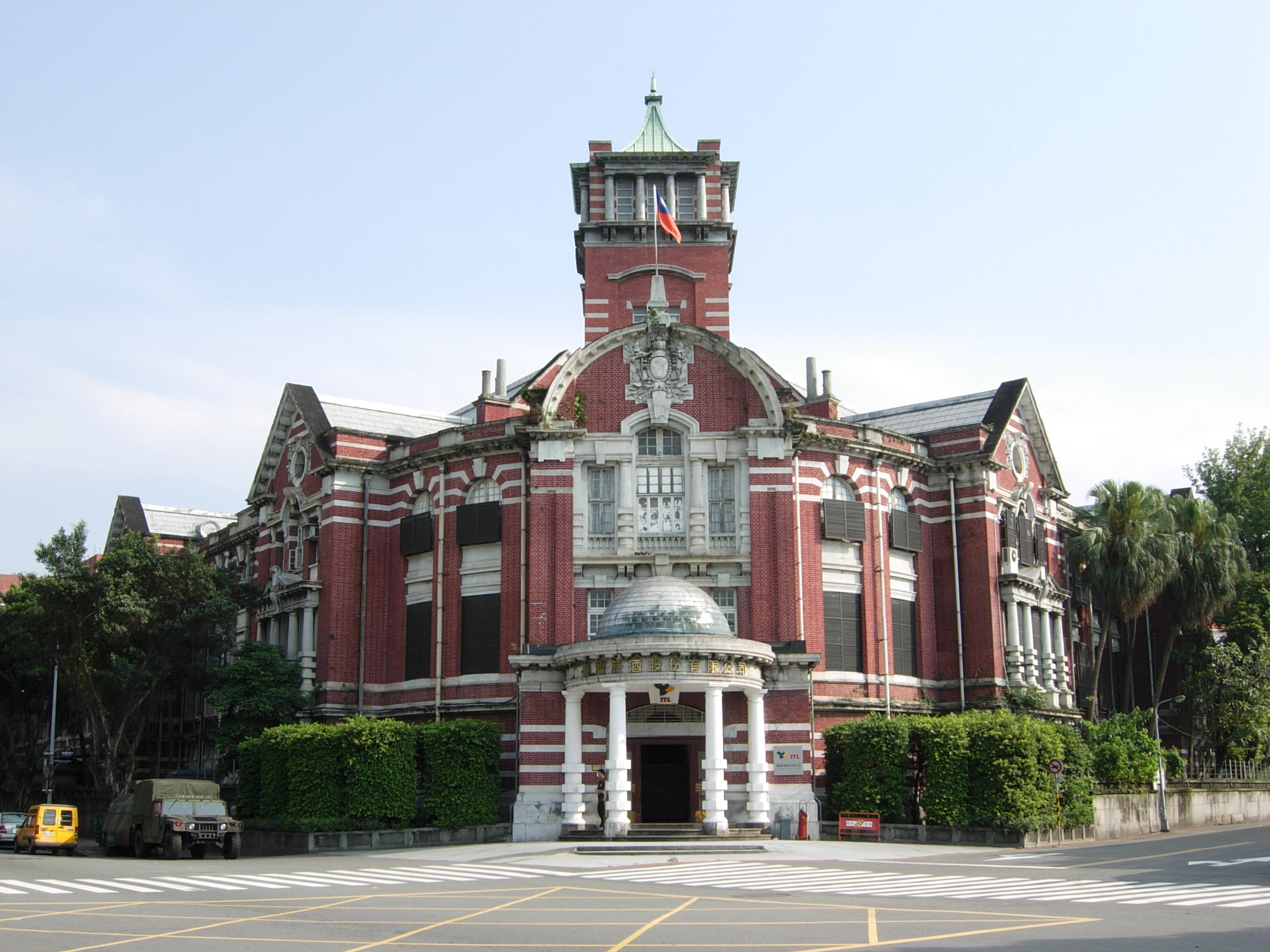
本文に説明する大蔵省専売局ではないが、台湾には1913年に着工、大正11年（1922年）に完成した台湾総督府専売局庁舎が現存する。台湾の国定史跡

日本での本格的な国産化は、明治39年（1906年）に官営八幡製鐵所に薄板製鉄工場が建設され、亜鉛鉄板40トンが製造されたのが始まりとなった。その後、民間にも亜鉛鉄板製造の機運が高まり、明治44年（1911年）大阪市桜島に亜鉛鍍（後の日新製鋼）が設立されたのを皮切りとして、多くの亜鉛鉄板工場が設立された。1913年には三井鉱山（三井金属鉱業）が大牟田亜鉛製煉工場を操業開始した。これが三池製煉所となり、中村達太郎『新しき建築学階梯』昭和7年には優良なる亜鉛板を三池製煉所が産出するとある。当時の亜鉛鉱石は岐阜県の三井神岡鉱業所であり、これが大牟田に運ばれ製錬された。亜鉛板の施工例としては明治40年9月竣工の関東都督府高等及地方法院、明治41年に着工した専売局庁舎（大蔵省臨時建築部設計）、曽禰達蔵・保岡勝也設計で明治43年に竣工した三菱合資会社大阪支店の店員便所がある。
日本にトタンの建材が広範に普及する契機となったのは、明治14年（1881年）に東京市に施行された「防火線路並ニ屋上制限令」によって、鉄道の沿線200メートル以内の建物はすべて不燃性の屋根材を葺くことが規定されたことである。屋上制限令に類似する政令は全国の都市防災政策に広がり、大正8年（1919年）に公布された市街地建築物法に発展した。不燃材であるトタンの需要は飛躍的に増大し、鉄道沿線のみならず全国的に普及した。

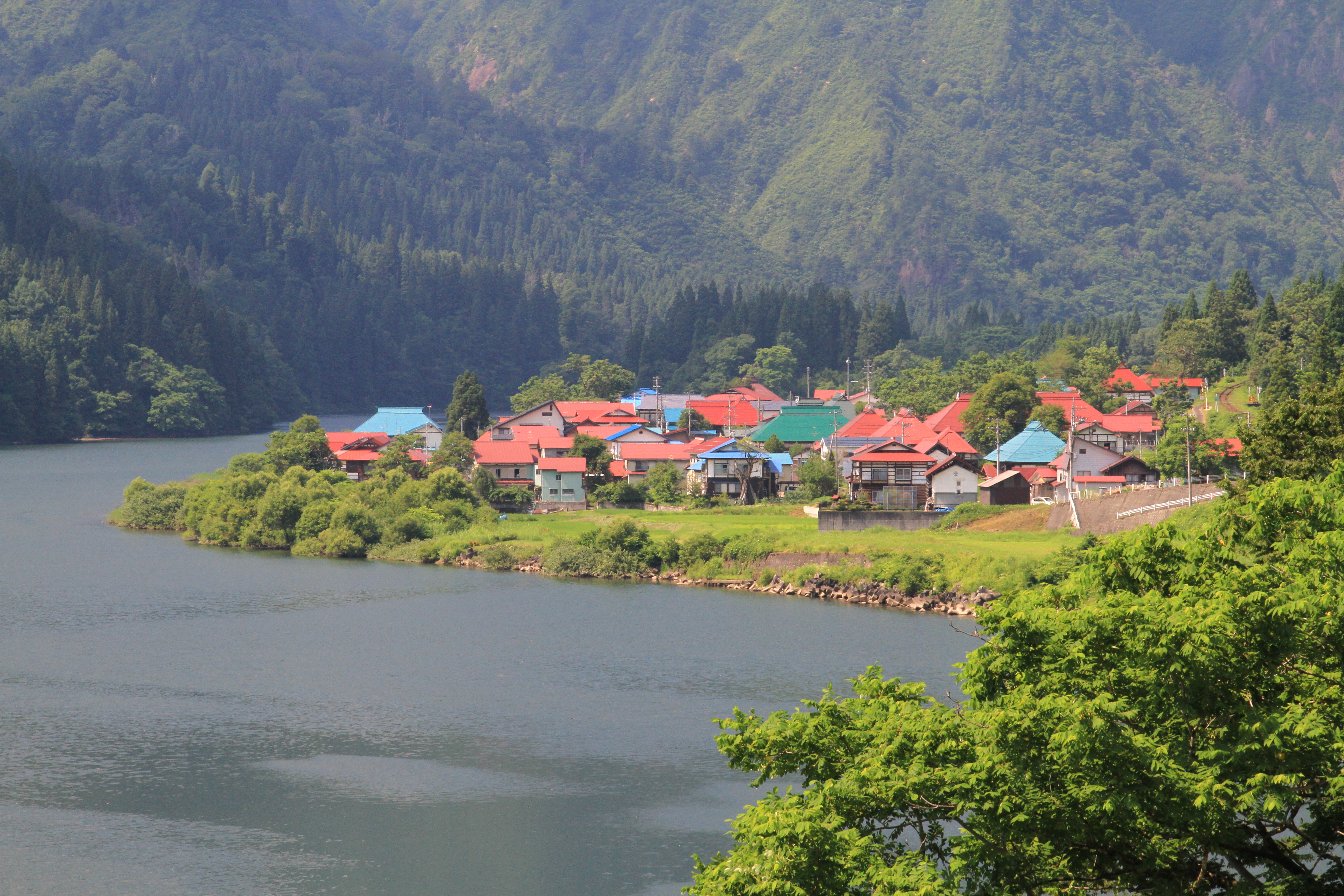
色とりどりのトタン屋根が並ぶ奥会津の集落

大正12年（1923年）に発生した関東大震災の際には、被災地にトタン屋根のバラックが立ち並ぶなど、復興資材としてトタンが重要な役割を果たした。1938年（昭和13年）9月1日に江東（現在の江東区一帯）で25万人が罹災した水害でも、復旧材料としてトタン板が重視され、買い占め等を防止するために52万枚が配給されている。
亜鉛鉄板の生産増加に伴い、品質の向上を図るため昭和11年（1936年）に「亜鉛鉄板単純化規格」が制定され、後にJES規格を経て昭和26年（1951年）にJIS規格となった。戦後になってからは屋根葺きにトタンを使う家は少なくなっていったが、屋上の積雪が落下しやすい特徴から、北海道などの豪雪地帯では長らく利用され続けた。